# Pentti Saarikoski
Pentti Ilmari Saarikoski (né le 2 septembre 1937 à Impilahti en Carélie (province historique) et mort le 24 août 1983 à Joensuu) est un poète, traducteur et l'un des écrivains finlandais majeurs de l'après-guerre.

## Biographie
Fils de Simo et Elli (née Snellman) Saarikoski, il a un frère ainé Ismo et deux sœurs cadettes Sirkka ja Inkeri. Il étudie au Lycée normal d'Helsinki(Helsingin normaalilyseo) où ses meilleurs amis sont Matti Klinge et Anto Leikola. Saarikoski publie des poèmes de 1950 jusqu'à la fin de sa vie. 
Saarikoski était une célébrité en Finlande à la fois pour sa production et à cause de sa vie personnelle très controversée à laquelle on portait une grande attention et dont on faisait des articles dans la presse. Il fut un communiste très actif, se maria quatre fois et était un grand consommateur d'alcool ce qui le conduisit à une crise de delirium et un traitement hospitalier déjà en 1968 (avant sa crise il eut le temps de peindre une phrase de Che Guevara sur un mur de son logement : Patria o muerte).
Il disait : Je fait de ma vie une fiction afin qu'elle devienne vraie. Dans une interview sa fille Helena Saarikoski décrit son père comme un exemple de Bohème européen et qui comme tel aida à créer une image de l'intellectuel moderne en Finlande.
En 1975 Saarikoski parti habiter en Suède avec sa quatrième épouse Mia Berner et y écrivit la série Tiarnia qui par son lyrisme éveilla curiosité et admiration.
Saarikoski est enterré dans le cimetière du Monastère de Nouveau Valamo à Heinävesi. Durant les dernières années de sa vie il fit de nombreuses séjour dans ce monastère pour s'y reposer.

## Son œuvre
L'ouvrage qui a rendu Saarikoski célèbre est Mitä tapahtuu todella? (« qu'est-ce qui se passe vraiment ? ») publiée en 1962. Ce recueil de poèmes débutait une nouvelle ère de la culture finnoise, posant les bases de la poésie participative, un style dont les adeptes insistaient sur le fait que les poètes doivent par leur travail participer à la politique. En effet, certains poèmes du recueil ont une tonalité nettement politique alors que les modernistes finlandais des années 1950 étaient plus enclin à penser que l'Art doit être fait pour l'Art.
Il traduit en finnois des livres d'Homère, d'Aristote, de Joyce ou de J.D. Sallinger.
Il traduit des nombreux romans de l'anglais bien qu'il ne maîtrise pas très bien cette langue. On a souvent considéré que ses traductions était plus des reprises que de véritables traductions. 
Saarikoski écrit sous le pseudonyme Nenä  pour la Revue universitaire Ylioppilaslehti, pour Uusi Suomi et pour Kansan Uutiset. Ses écrits raillent l'église, l'armée, la politique et tous les conservatismes. Saarikoski parodie avec art le jargon festif officiel. Il est un Communiste actif et tente d'être élu sans succès au parlement en 1966 et en 1970 sur les listes du SDK.
Dans les années 1970, Saarikoski continue de publier des recueils de poèmes. Son admiration pour
Héraclite devient si prégnante qu'il adopte le surnom du philosophe l'Obscur (en finnois Hämärä) pour sa poésie. Désormais Saarikoski commence à obscurcir intentionnellement ses poèmes et il intitule l'un de ses recueils Hämärän Tanssit (danses de l'obscur) qui est une référence à Héraclite.
En Norvège, dans l'héritage de sa dernière épouse Mia Berner on trouve des archives qui ont été léguées en 2010 à la Société de littérature finlandaise. Ces archives contiennent des textes et  un journal écrits entre les années 1970 et la date de sa disparition.

## Prix littéraires
- Prix national de littérature : 1963
- Prix Aleksis Kivi : 1974
- Prix de la pièce radiophonique pour les aveugles, 1981

## Poésie
- Runoja (1958)
- Toisia runoja (1958)
- Runot ja Hipponaksin runot (1959)
- Maailmasta (1961)
- Mitä tapahtuu todella? (1962)
- Kuljen missä kuljen (1965)
- Ääneen (1966)
- Laulu laululta pois (1968)
- En soisi sen päättyvän (1968)
- Katselen Stalinin pään yli ulos (1969)
- Onnen aika (1971)
- Alue (1973)
- Eino Leino (runomuotoinen tutkielma)  (1974)
- Ja meille jäi kiireetön ilta (avec Mia Berner)  (1975)
- Trilogie Tiarnia:
  - Tanssilattia vuorella (1977)
  - Tanssiinkutsu (1980)
  - Hämärän tanssit (1983)

### Prose
- Ovat muistojemme lehdet kuolleet (1964)
- Aika Prahassa (1967)
- Kirje vaimolleni (1968)
- Asiaa tai ei (1980)
- Euroopan reuna kineettinen kuva (1983)

### Traductions
- Saul Bellow: Herzog
- Saul Bellow: Tartu tilaisuuteen
- Saul Bellow: Uhri (romaani)|Uhri
- Malcolm Bradbury: Ajan mies
- Bertolt Brecht: Pakolaiskeskusteluja
- Italo Calvino: Paroni puussa
- Italo Calvino: Ritari joka ei ollut olemassa
- F. Scott Fitzgerald: Yö on hellä
- James Joyce: Dublinilaisia
- James Joyce: Odysseus (Ulysses)
- Henry Miller: Ilmastoitu painajainen
- Henry Miller: Kravun kääntöpiiri
- Henry Miller: Marussin kolossi
- Philip Roth: Haamukirjailija
- Philip Roth: Intohimon professori
- Philip Roth: Portnoyn tauti
- Philip Roth: Rinta
- Philip Roth: Väärinymmärretty mies
- J. D. Salinger: Franny ja Zooey
- J. D. Salinger: Sieppari ruispellossa